# Dicranomyia (Glochina) basifusca
Dicranomyia (Glochina) basifusca is een tweevleugelige uit de familie steltmuggen (Limoniidae). De soort komt voor in het Palearctisch en Australaziatisch gebied.